# Приазовске
Приазовске (на украински: Приазовське) е селище от градски тип в Южна Украйна, Приазовски район на Запорожка област. Основано е през 1861 година. Населението му е около 6895 души.